# Bruine towie
De bruine towie (Melozone fusca) is een zangvogel uit de familie Emberizidae (gorzen).

## Verspreiding en leefgebied
Deze soort telt 10 ondersoorten:
- M. f. mesoleuca: de zuidwestelijke Verenigde Staten en noordelijk Mexico.
- M. f. intermedia: noordwestelijk Mexico.
- M. f. jamesi: Tiburon (nabij noordwestelijk Mexico).
- M. f. mesata: de westelijk-centrale Verenigde Staten.
- M. f. texana: westelijk en centraal Texas en noordoostelijk Mexico.
- M. f. perpallida: het westelijke deel van Centraal-Mexico.
- M. f. fusca: van centraal tot het zuidelijke deel van Centraal-Mexico.
- M. f. potosina: van het noordelijke deel van Centraal-tot centraal Mexico.
- M. f. campoi: oostelijk Mexico.
- M. f. toroi: van het zuidelijke deel van Centraal-tot zuidelijk Mexico.